# Sarah Rotella
Pour les articles homonymes, voir Sarah et Rotella.
Sarah Rotella, née le 19 novembre 1986 en Ontario, est une réalisatrice, productrice et scénariste canadienne.

## Biographie
Sarah Rotella est ouvertement lesbienne.

## Filmographie

### Comme réalisatrice
- 2008 : Howard (court métrage)
- 2011 : Bramula (court métrage)
- 2014 : Til Lease Do Us Part (court métrage)
- 2016 : Almost Adults
- 2016 : This Is Taylor (vidéo)
- 2016 : You Say Good Morning at Midnight (court métrage)
- 2018 : Nobody Famous

### Comme productrice
- 2011 : Bramula (court métrage)
- 2014 : Til Lease Do Us Part (court métrage)
- 2016 : Almost Adults
- 2018 : Nobody Famous

### Comme scénariste
- 2011 : Bramula (court métrage)
- 2016 : This Is Taylor (vidéo)

### Comme actrice
- 2016 : Almost Adults